# IC 4585
IC 4585 ist eine Balken-Spiralgalaxie vom Hubble-Typ SBb im Sternbild Südliches Dreieck am Südsternhimmel. Sie ist schätzungsweise 156 Millionen Lichtjahre von der Milchstraße entfernt. 
Das Objekt wurde am 19. Juli 1900 von DeLisle Stewart entdeckt.